# Tejay van Garderen
Tejay van Garderen (* 12. August 1988 in Tacoma, WA, Vereinigte Staaten) ist ein ehemaliger US-amerikanischer Radrennfahrer.

## Karriere
Seinen ersten Vertrag bei einem internationalen Radsportteam erhielt van Garderen Continental Team Rabobank, für das er 2008 und 2009 fuhr. In dieser Zeit gelang ihm auf einer Etappe des Flèche du Sud sein erster internationaler Elitesieg.
Anschließend wechselte er zum UCI ProTeam Team Columbia-HTC und bestritt mit der Vuelta a España 2010 seine erste Grand Tour, die er als 35. der Gesamtwertung beendeten konnte. Nach Auflösung dieser Mannschaft schloss sich van Garderen 2012 dem BMC Racing Team an.
Bei der Tour de France 2012 und 2014 belegte er jeweils den fünften Gesamtrang. 2012 gewann er zudem die Nachwuchswertung. Er gewann die Gesamtwertung der Kalifornien-Rundfahrt 2013. Im Jahr 2014 wurde er mit seinem Team Weltmeister im Mannschaftszeitfahren.
In den Folgejahren konnte er jedoch an die vorderen Platzierungen bei Grand Tours nicht mehr anknüpfen. In der Saison 2015 trat er bei den Landesrundfahrten Tour de France und Vuelta a España an, bei denen er jeweils an Mitfavorit galt. Beide Rennen musste er allerdings aufgrund von Erkrankung und Sturzfolgen vorzeitig beenden.
Im Jahr 2017 knüpfte van Garderen zum Teil an vorherige Erfolge an: Beim Giro d’Italia 2017 gewann er eine Bergetappe. Die Vuelta a España 2017 schloss er als Zehnter der Gesamtwertung ab.
Zur Saison 2019 unterschrieb van Garderen einen Vertrag bei EF Education First. Die Tour de France 2019 musste er ebenso wie die Vuelta a España 2019 sturzbedingt aufgeben.

## Erfolge
2004
- US-Meister – Cyclocross (Jugend)
- US-Meister – Einzelzeitfahren (Jugend)
- US-Meister – Straßenrennen (Jugend)

2005
- eine Etappe Driedaagse van Axel (Junioren)

2008
- eine Etappe Flèche du Sud
- Mannschaftszeitfahren Volta a Lleida
- eine Etappe Grand Prix Tell
- eine Etappe Tour de l’Avenir

2009
- Gesamtwertung Tour du Haut Anjou
- Gesamtwertung Circuito Montañés
- eine Etappe und Mannschaftszeitfahren Olympia’s Tour

2011
- Nachwuchswertung Kalifornien-Rundfahrt
- eine Etappe Tour of Utah

2012
- Nachwuchswertung Paris–Nice
- Nachwuchswertung Tour de France
- eine Etappe USA Pro Cycling Challenge
- Weltmeisterschaft – Mannschaftszeitfahren

2013
- Gesamtwertung und eine Etappe Kalifornien-Rundfahrt
- Gesamtwertung und eine Etappe USA Pro Challenge

2014
- eine Etappe Volta a Catalunya
- Gesamtwertung und zwei Etappen USA Pro Challenge
- Weltmeister – Mannschaftszeitfahren

2015
- eine Etappe Volta a Catalunya
- Mannschaftszeitfahren Critérium du Dauphiné
- Mannschaftszeitfahren Tour de France
- Mannschaftszeitfahren Vuelta a España

2016
- eine Etappe Ruta del Sol
- Mannschaftszeitfahren Tirreno-Adriatico
- eine Etappe Tour de Suisse

2017
- Mannschaftszeitfahren Tirreno-Adriatico
- Mannschaftszeitfahren Katalonien-Rundfahrt
- eine Etappe Giro d’Italia
- Mannschaftszeitfahren Vuelta a España
- Weltmeisterschaft – Mannschaftszeitfahren

2018
- eine Etappe Kalifornien-Rundfahrt
- Mannschaftszeitfahren Tour de Suisse
- Mannschaftszeitfahren Tour de France
- Prolog Tour of Utah
- Weltmeisterschaft – Mannschaftszeitfahren

2020
- Mannschaftszeitfahren Tour Colombia

## Grand-Tour-Platzierungen
| Grand Tour            | 2010 | 2011 | 2012 | 2013 | 2014 | 2015 | 2016 | 2017 | 2018 | 2019 | 2020 | 2021 |
| --------------------- | ---- | ---- | ---- | ---- | ---- | ---- | ---- | ---- | ---- | ---- | ---- | ---- |
| Giro d’ItaliaGiro     | –    | –    | –    | –    | –    | –    | –    | 20   | –    | –    | –    | 84   |
| Tour de FranceTour    | –    | 82   | 5    | 45   | 5    | DNF  | 29   | –    | 32   | DNF  | 91   | –    |
| Vuelta a EspañaVuelta | 35   | –    | –    | –    | –    | DNF  | DNF  | 10   | –    | DNF  | 113  | –    |